# Dyrżawno pyrwenstwo w piłce nożnej (1933)
Dyrżawno pyrwenstwo (1933) było 9. edycją najwyższej piłkarskiej klasy rozgrywkowej w Bułgarii. W rozgrywkach brało udział 13 zespołów. Tytułu nie obroniła drużyna Szipczenski Sokol Warna. Nowym mistrzem Bułgarii został zespół Lewski Sofia.

## 1. runda
- Borysław Kiustendił – Petar Parczewicz Płowdiw 3 – 2
- Botew Jamboł – Czernomorec Burgas 0 – 0, 1 – 0 (po dogr.)
- Napredak Ruse – Maria Luisa Łom 3 – 0
- Szipczenski Sokol Warna – Czardafon Gabrowo 3 – 0
- Borysław Stara Zagora – Lewski Swilengrad 0 – 0, 1 – 0 (po dogr.)
- Lewski Plewen – Botew Wraca 6 – 0

## Ćwierćfinały
- Lewski Sofia – Borysław Kiustendił 9 – 1
- Lewski Plewen – Napredak Ruse 1 – 2
- Botew Jamboł – Borysław Stara Zagora 5 – 1

## Półfinały
- Napredak Ruse – Szipczenski Sokol Warna 1 – 4
- Lewski Sofia – Botew Jamboł 4 – 2

## Finał
- 3 października 1933:
Lewski Sofia – Szipczenski Sokol Warna 3 – 1

Zespół Lewski Sofia został mistrzem Bułgarii.